# Гришин, Пётр Иванович
Пётр Иванович Гришин (6 октября 1914, Владимирская губерния — 1 февраля 1985) — генеральный директор Владимирского тракторостроительного производственного объединения.

## Биография
Родился 23 сентября 1914 года в уездном городе Коврове Владимирской губернии в рабочей семье. В три года остался без отца, который погиб в революционных событиях 1917 года. Воспитывался у дяди в городе Подольске. Окончив семилетку в 1929 году, вернулся родной Ковров, к матери. Поступил в Ковровский техникум путей сообщения. Во время практики три месяца работал машинистом паровоза на узкоколейке на строительстве железнодорожной магистрали Новосибирск — Ленинск[уточнить].
По окончании учёбы в июне 1932 года пришёл работать на Ковровский экскаваторный завод. Работал в должностях техника технического отдела, техника отдела подготовки производства, мастера сталеплавильного цеха. С 1934 года — на освобождённой комсомольской работе (заместитель секретаря комсомольской организации завода). Молодой перспективный рабочий, ставший уже мастером, по разнарядке наркомата был направлен на учёбу в институт. В 1940 году окончил электротехнический факультет Ивановского энергетического института и вернулся на свой завод. К июню 1941 года был уже старшим инженером-электриком.
Участник Великой Отечественной войны. Воевал в составе 8-й армии, оборонявшей Ленинград. Затем дошёл с боями до Вены, освобождал Болгарию, Румынию, Югославию, Австрию. Демобилизовался в 1946 году в звании старшего лейтенанта.
Вернувшись в родной город, пришёл работать на родной Ковровский экскаваторный завод. Сначала начальник цеха, потом — начальник производства, главный инженер. В 1954—1959 годах был директором завода. В 1959—1961 годах — начальник управление машиностроительной и металлообрабатывающей промышленности Владимирского совнархоза.
С 1961 года — директор Владимирского тракторного завода. За короткий срок вывел завод из отстающих в передовые. Через год с главного конвейера сошёл первый трактор хлопковой модификации для Узбекистана. Двигатели с воздушным охлаждением пошли на Липецкий и Харьковский тракторные заводы, другие предприятия страны. В 1966 году на Международной выставке в Москве «Современные сельскохозяйственные машины и оборудование» заводу за трактор Т-28ХЗ была присуждена золотая медаль.
Под его руководством на ВТЗ был впервые в СССР был освоен серийный выпуск четырёхцилиндровых двигателей с воздушным охлаждением Д37М для Липецкого и Ташкентского тракторных заводов. В 1970 году на конвейер был поставлен трактор Т-25 с высокими эксплуатационными качествами. С тех пор обновление объектов производства происходит почти ежегодно. Специалистами завода разработаны конструкции семейства дизелей воздушного охлаждения.
ВТЗ стал одним из крупнейших в мире производителем дизелей с воздушным охлаждением. Они устанавливаются на тракторах, выпускаемых Липецким и Ташкентским заводами, на самоходных шасси ХЗТСШ и ряде других машин. За трудовые успехи в выполнении производственных заданий в 1966 году завод награждён орденом Трудового Красного Знамени, а в 1976 году — орденом Октябрьской Революции. Трактор «Владимирец» к тому времени освоил рынки 60 стран, в том числе Польши, Югославии, США, Канады, Италии, Испании, Шри-Ланки и других.
Указом Президиума Верховного совета СССР от 16 марта 1976 года за выдающиеся успехи, достигнутые в выполнении заданий девятого пятилетнего плана и принятых социалистических обязательств Гришину Петру Ивановичу присвоено звание Героя Социалистического Труда с вручением ордена Ленина и золотой медали «Серп и Молот».
30 мая 1977 года с конвейера сошёл двухмиллионный двигатель. В 1977 году за создание конструкции и организацию поточно-массового производства дизелей с воздушным охлаждением группа специалистов предприятия, в том числе и директор, удостоена Государственной премии СССР в области науки и техники. Государственный комитет по науке и технике Совета Министров СССР и Министерства тракторного и сельскохозяйственного машиностроения присудил трактору Т-25А первую премию и признал лучшей машиной 1977 года. П. И. Гришин руководил предприятием до 1978 года.
Депутат Верховного Совета СССР 8—9-го созывов. Лауреат Государственной премии СССР.
Жил в городе Владимире. Скончался 1 февраля 1985 года. Похоронен на Улыбышевском кладбище во Владимире.
Награждён двумя орденами Ленина, орденами Трудового Красного Знамени, Красной Звезды, «Знак Почёта», медалями.